# Tos ferina
La tos ferina o tosferina, también denominada pertussis, coqueluche o tos convulsa, es una enfermedad infecciosa aguda sumamente contagiosa de las vías respiratorias altas causada por la bacteria gramnegativa Bordetella pertussis. Se caracteriza por inflamación traqueobronquial y accesos típicos de tos violenta y espasmódica con sensación de asfixia que terminan con un ruido estridente durante la inspiración (estridor inspiratorio). B. parapertussis y otros microorganismos causan una enfermedad similar pero más leve a la que se denomina síndrome coqueluchoide.   Este término se prefiere cuando el diagnóstico es exclusivamente clínico y la enfermedad puede deberse a otros agentes virales o bacterianos.
Las complicaciones pueden incluir compromiso del sistema nervioso y el miocardio. La aparición de la tos ferina es posible a cualquier edad pero los más afectados son los niños menores de cinco años. La infección se difunde durante la primavera y el verano. Si bien en los países desarrollados la incidencia de esta enfermedad es muy baja gracias a la vacunación, en todo el mundo hay entre 30 y 50 millones de casos de tos ferina y más de 300 000 muertes anuales. En general, a pesar de la alta cobertura con las vacunas DPT y DTaP, la tos ferina es una de las principales causas de muerte prevenible por vacunación en todo el mundo. La mayor parte de las muertes ocurren entre los niños pequeños no vacunados o con una vacunación incompleta: la protección completa contra la tos ferina requiere tres dosis de la vacuna. La tos ferina se considera endémica, con ciclos de tres a cinco años de incremento de la enfermedad.
  El noventa por ciento de todos los casos se producen en los países en vías de desarrollo. Canadá es el único país desarrollado en el que la tos ferina es endémica.

## Historia

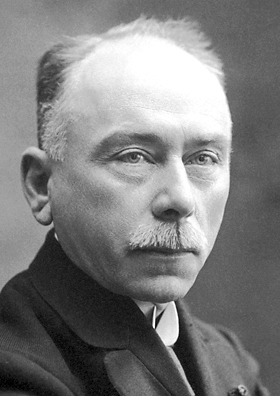
Jules Bordet, fisiólogo belga que en 1906, junto con Octave Gengou, aisló por primera vez Bordetella pertussis en cultivo puro.

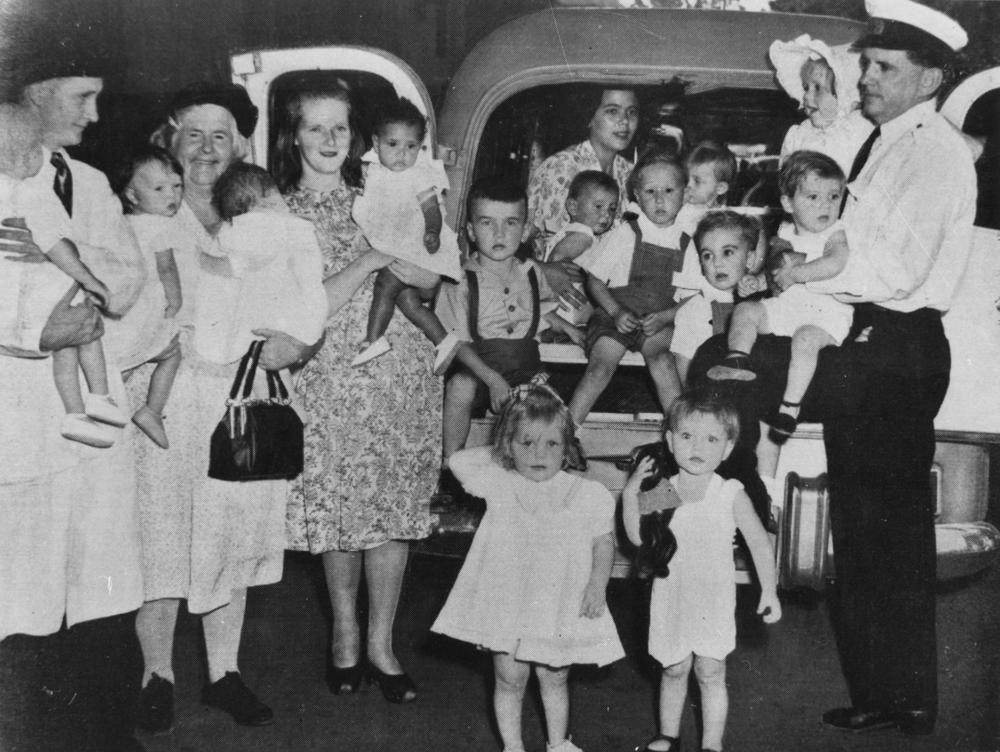
Corría el año 1951 cuando estos niños llegaban al Ayuntamiento de Brisbane, Australia, para ser inmunizados contra la difteria y la tos ferina.

La primera descripción clínica de la tos ferina tuvo lugar en 1578, con el nombre de tussis quinta. Posteriormente, Thomas Sydenham en 1679 y Thomas Willis en 1682 categorizaron la enfermedad de la que se describieron muchas epidemias en Europa durante los siglos XVIII y XIX. B. pertussis se aisló en cultivo puro en 1906; los responsables del aislamiento de este microorganismo fueron Jules Bordet (de allí el nombre de la bacteria) y Octave Gengou, que usaron un medio de cultivo con extractos de patatas. Al principio B. pertussis se incluyó en el género Haemophilus pero como su crecimiento no requería los factores X y V se creó el género Bordetella. Los esfuerzos para desarrollar una vacuna inactivada de células enteras contra la tos ferina comenzaron poco después del primer aislamiento de B. pertussis en cultivo puro en 1906. En la década de 1920, el médico pediatra Louis W. Sauer desarrolló una vacuna contra la tos ferina en el Hospital Evanston (Evanston, Illinois). En 1925 otro médico, el danés Thorvald Madsen, probó por primera vez en gran escala una vacuna de células enteras contra la tos ferina y en 2002 se estableció la secuencia del genoma de la bacteria. La vacuna ha ayudado a reducir la gravedad de la enfermedad y la mortalidad, pero lamentablemente solo en los países industrializados.
Madsen utilizó la vacuna para controlar los brotes de la enfermedad en las Islas Feroe, en el Mar del Norte. En 1942 la científica estadounidense Pearl Kendrick combinó la vacuna de células enteras contra la tos ferina con toxoides antidiftérico y antitetánico para generar la primera vacuna combinada: DTP. Con el propósito de reducir al mínimo los efectos colaterales frecuentes generados por el componente pertussis de la vacuna, el científico japonés Yuji Sato desarrolló una vacuna acelular contra la tos ferina consistente en hemaglutininas (HA) purificadas a partir de la HA filamentosa promotora de faringitis estreptocócica y la HA del factor promotor de leucocitosis (LPF) que secreta B. pertussis en el medio de cultivo. La vacuna acelular contra la tos ferina de Sato se utiliza en Japón desde 1981.
Las versiones posteriores de la vacuna acelular usadas en otros países consistían en componentes adicionales definidos de B. pertussis y a menudo formaban parte de la vacuna combinada DTaP.
En 2004 se estableció la secuencia completa del genoma de B. pertussis, que tiene 4 086 186 pares de bases.

## Epidemiología
| sin datos ≤ 25 25-50 50-75 75-100 100-150 150-200 | 200-300 300-400 400-500 500-600 600-700 ≥ 700 |

Años de vida ajustados por discapacidad cada 100 000 habitantes
sin datos
≤ 25
25-50
50-75
75-100
100-150
150-200
200-300
300-400
400-500
500-600
600-700
≥ 700

A nivel mundial la tos ferina afecta a 48,5 millones de personas por año.  En 2010 la enfermedad causó cerca de 81 000 muertes, en comparación con 167 000 en 1990.  Estas muertes se produjeron a pesar de la alta cobertura general con las vacunas DTP y DTaP. La tos ferina es una de las principales causas de muerte prevenible por vacunación en todo el mundo  y el 90 por ciento de los casos ocurren en países en desarrollo.
- Más afectados: Bebés demasiado pequeños para estar completamente inmunizados (< 6 meses de edad)
- El 54% de los casos notificados en 2018 ocurrieron en adultos y adolescentes > 11 años

En los Estados Unidos, antes de que se desarrollaran las vacunas contra la tos ferina se registraba un promedio anual de 157 casos cada 100 000 habitantes, con picos cada dos a cinco años; más del 93 por ciento de esos casos correspondían a niños menores de 10 años. Es probable que la incidencia real fuera mucho mayor. En 1970 (treinta años después de la introducción de la vacuna en ese país) la incidencia se redujo drásticamente a menos de 1 caso cada 100 000. Lamentablemente, a partir de 1980 las tasas de incidencia se incrementaron y en 2012 alcanzaron un máximo de 48 277 personas, lo que representa la cifra más alta desde 1955, año en el que el número llegó a 62 786.
La tos ferina es la única enfermedad prevenible por vacunación que en los Estados Unidos se asocia con un aumento de las muertes. El número de decesos se incrementó de cuatro en 1996 a 17 en 2001 y casi todos los casos correspondieron a lactantes menores de un año. En Canadá el número de infecciones por B. pertussis ha variado entre 2000 y 10 000 casos informados cada año durante los últimos diez años.
En Australia se informa un promedio de 10 000 casos anuales, pero en los últimos años el número de casos ha aumentado. En los Estados Unidos desde alrededor de 2004 se observa un incremento significativo de los casos de tos ferina en adultos.

### Brotes en los Estados Unidos

#### Brote de 2010
En 2010 en California murieron diez recién nacidos y las autoridades sanitarias declararon una epidemia con 9120 casos.
 La investigación de las diez muertes infantiles reveló que los médicos habían equivocado el diagnóstico de la enfermedad de los recién nacidos a pesar de haberlos visto en múltiples consultas. El análisis estadístico identificó una superposición significativa en las comunidades entre la proporción de solicitudes de no vacunación para los niños y los casos de tos ferina. En el estudio se encontró que el número de exenciones variaba mucho entre las comunidades, pero con tendencia a una fuerte agregación; en algunas escuelas más de las tres cuartas partes de los padres habían presentado certificados de exención para no vacunar a sus hijos. Los datos sugieren que el rechazo irracional a la vacuna y creencias personales podrían haber sido  los factores que determinaron el brote; además, el efecto menos duradero de la vacuna actual y el hecho de que la mayoría de los adultos y los niños mayores vacunados no hubieran recibido una dosis de refuerzo contribuyeron al brote de 2010 en California.

#### Brote de 2012
En abril y mayo de 2012 la tos ferina fue declarada en niveles de epidemia en el estado de Washington, con 3308 casos en el mes de diciembre. También en diciembre de 2012 el estado de Vermont declaró una epidemia de tos ferina, con 522 casos. En realidad, la mayor tasa de incidencia corresponde al estado de Wisconsin con 3877 casos de tos ferina, pero ese estado no dio a conocer una declaración oficial de epidemia.
La tos ferina se transmite principalmente por contacto directo con secreciones de la nariz y la garganta de las personas infectadas. Los hermanos mayores pueden ser portadores nasales y faríngeos de la bacteria y, por lo tanto, llevar la enfermedad al hogar e infectar al lactante de la familia. En general, el contagio confiere inmunidad prolongada, pero no de por vida.

## Etiología

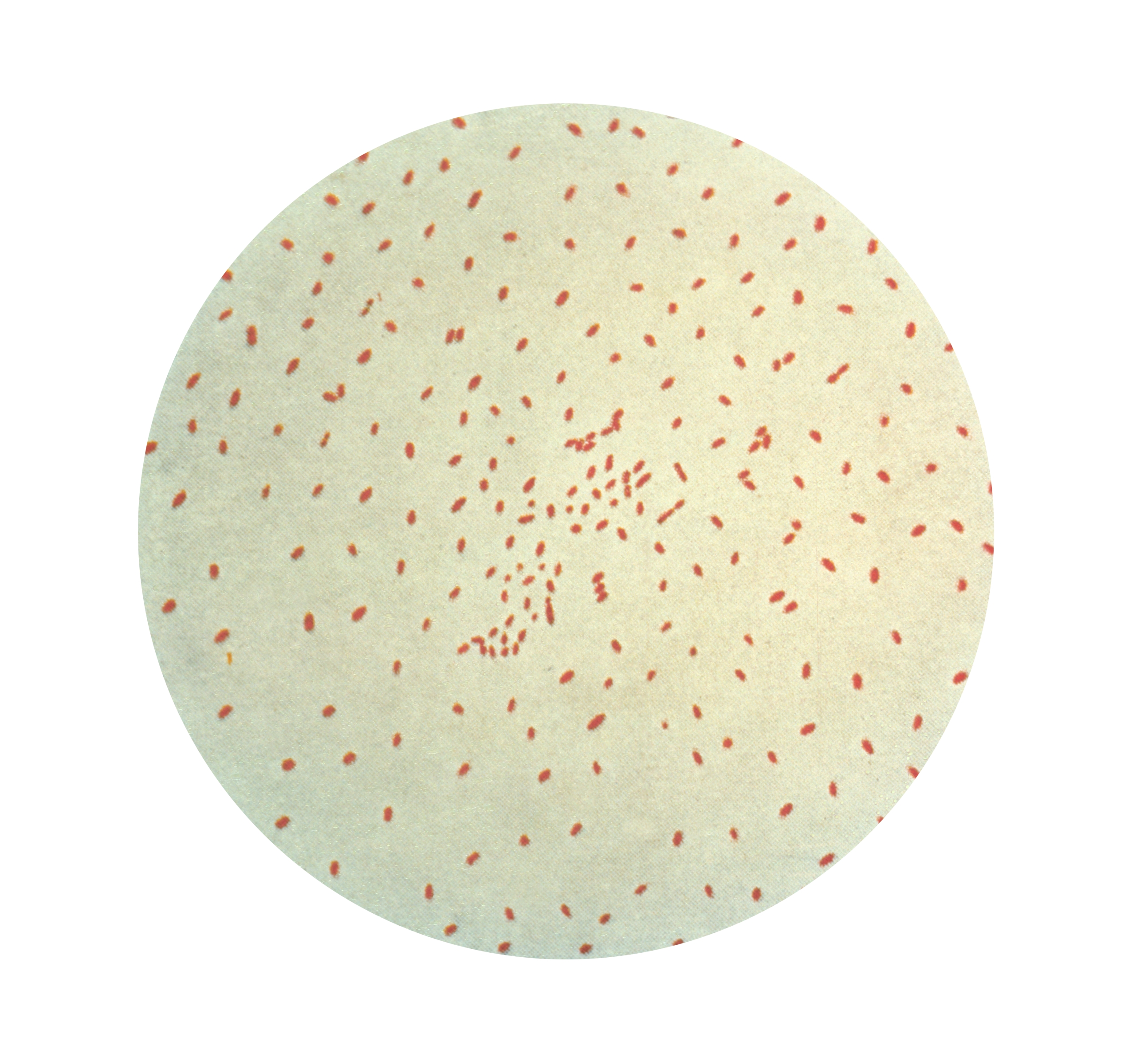
Bordetella pertussis vista con el microscopio. Tinción de Gram.

El agente causal de la tos ferina, Bordetella pertussis, es una bacteria gramnegativa pequeña (mide alrededor de 0,3-0,5 μm de ancho y entre 1,0 y 1,5 μm de largo), aerobia, no móvil y encapsulada. Su patogenicidad se debe a la producción de muchas proteínas, algunas de ellas toxinas, y moléculas de adhesión, sobre todo al epitelio ciliado, las que en parte también son responsables de su capacidad de causar enfermedad. Sus antígenos de superficie, vinculados con las fimbrias, son aglutinógenos incorporados en las vacunas acelulares. La pertactina, una proteína externa de la membrana de la bacteria, es inmunógena y sirve para la adhesión celular, también usada en algunas vacunas acelulares. Otra probable molécula de adhesión es el factor de colonización traqueal.
B. pertussis también produce toxinas. La evasión de la respuesta inmunitaria es un factor importante en su virulencia, mediada por la toxina adenilil ciclasa. La toxina está ubicada en la superficie bacteriana y aumenta la concentración de AMP cíclico, lo que inhibe la función fagocitaria. Por su parte, la citotoxina traqueal derivada del peptidoglucano produce parálisis de los cilios respiratorios y aunque no es inmunógena, da comienzo a la sintomatología del cuadro clínico.

### Toxina pertussis

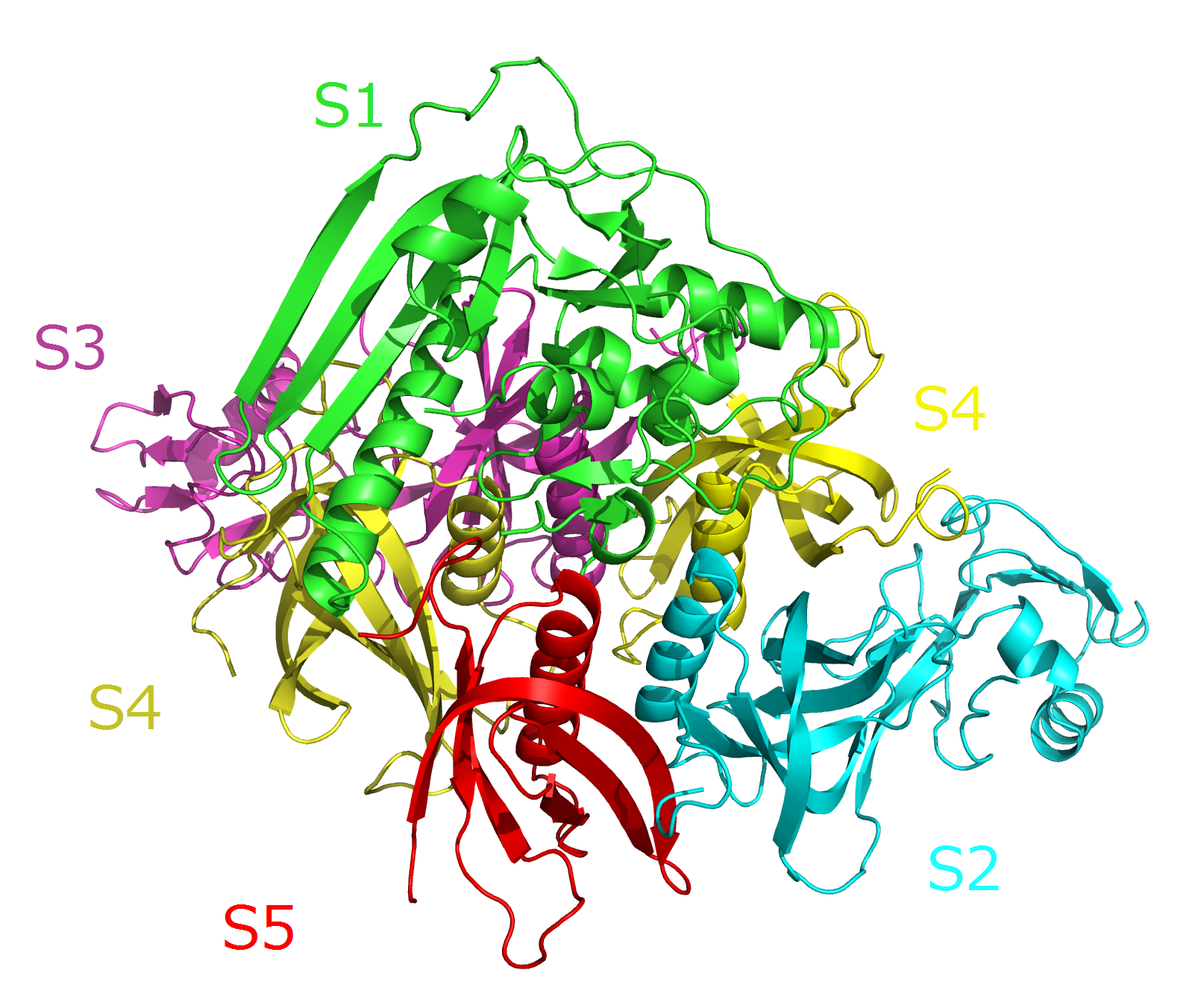
Estructura molecular de la toxina pertussis, que está compuesta por cinco tipos de subunidades, a saber, S1 (en verde), S2 (en celeste), S3 (en violeta), S4 (en amarillo) (doble) y S5 (en rojo).

La toxina pertussis es un complejo proteico de seis componentes o subunidades organizadas en una estructura A-B. Un componente (A) es enzimáticamente activo y está formado por la subunidad S1 mientras que el componente B es la parte vinculante del receptor y está constituido por las subunidades S2-S5. La bacteria libera la toxina de forma inactiva. Cuando la subunidad B se une al receptor de membrana de la célula, se activa la subunidad A, probablemente a través de la acción del ATP y el glutatión.

### Síndrome coqueluchoide

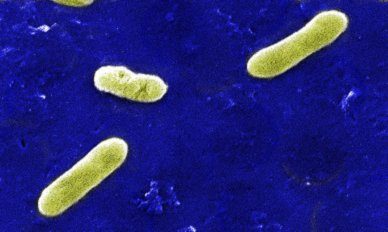
Micrografía electrónica que muestra una serie de cocobacilos de Bordetella bronchiseptica, microorganismo genéticamente muy similar y estrechamente relacionado con B. pertussis, lo que se evidencia en el hecho de que también posee el gen para expresar la toxina pertussis.

Cuando los signos y los síntomas son indistinguibles de la tos ferina pero no se puede demostrar la presencia de Bordetella pertussis se emplea el término síndrome coqueluchoide o pertusoide.
La infección por Bordetella parapertussis causa menos de una quinta parte de los casos con cuadro clínico de tos ferina; en el cuarenta por ciento de esos casos los pacientes permanecen asintomáticos y en otro cuarenta por ciento se trata de una simple bronquitis aguda. Otros microorganismos que pueden causar síndrome coqueluchoide son Bordetella bronchiseptica, Mycoplasma pneumoniae, Chlamydia trachomatis y virus como el adenovirus y el virus sincicial respiratorio.
Se debe sospechar la posibilidad de incrustación de un cuerpo extraño, como por ejemplo tumores o adenopatías. La inhalación de ciertos gases tóxicos y las sustancias ácidas pueden producir síntomas muy similares.

## Patogenia
La bacteria B. pertussis (microorganismo cuyo único huésped es el humano) posee un marcado tropismo por los cilios del tracto respiratorio y se multiplica en la mucosa. Por lo general entra en el huésped a través de la vía aérea, es atrapada por el moco y posteriormente las células ciliadas eliminan los fragmentos de mucina que contienen bacterias. La colonización epitelial respiratoria persiste durante varias semanas y se asocia con ciliostasis (detención del movimiento de los cilios) y daño localizado del epitelio y el tejido mesenquimatoso subyacente. B. pertussis se une preferentemente a las células ciliadas y se multiplica en su superficie, con lo que al final les provoca la muerte a causa de la producción de sus compuestos tóxicos. Los efectos sistémicos se deben a las toxinas liberadas por la bacteria cuando se multiplica en el tracto respiratorio. Como B. pertussis se localiza exclusivamente en los cilios del epitelio respiratorio y sus efectos sistémicos se producen en tejidos distantes, aun después de la desaparición del microorganismo, se ha propuesto que la tos ferina es una enfermedad mediada por toxinas, entre las cuales la más importante es la toxina pertussis. La unión de la toxina pertussis (solo B. pertussis expresa esa toxina, la proteína más virulenta) a los neutrófilos polimorfonucleares (PMN) aumenta la cantidad de CR3 (receptor de complemento de tipo 3) en la superficie de esas células y la presencia de toxina pertussis y hemaglutininas filamentosas estimula la fagocitosis de B. pertussis.

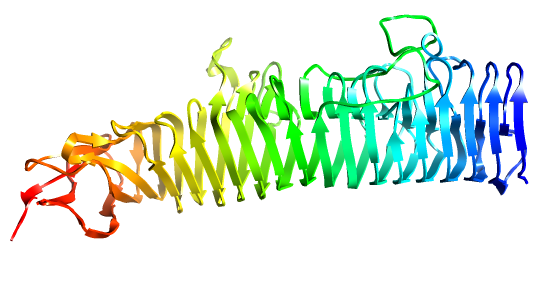
La pertactina (PRN), proteína de 69 kDa sumamente inmunogénica y uno de los distintos factores de virulencia de Bordetella pertussis, promueve, junto con la hemaglutinina filamentosa, la adhesión del microorganismo a las células epiteliales de la tráquea.

Entre los factores que se ha descrito que intervienen en la patogenia de la enfermedad figuran la sustancia capsular (que le brinda protección efectiva al microorganismo), las vellosidades o pili (que intervienen en la adherencia), la pertactina (una proteína de la membrana externa), la hemaglutinina filamentosa (proteína antigénica que por su carácter de fimbria actúa como adhesina bacteriana), la toxina pertussis (que favorece la adherencia a las células epiteliales y la linfocitosis y tiene actividad de ribosilación del ADP de manera análoga a la toxina del cólera), la toxina citotóxica traqueal (que inhibe la síntesis de ADN de las células ciliadas y causa ciliostasis y finalmente la muerte de las células epiteliales con lesiones locales en la mucosa que provocan el inicio de la tos), la endotoxina (un componente de la pared celular de las bacterias gramnegativas) y otras toxinas (adenilciclasa, toxina dermonecrótica y hemolisina).
En síntesis, Bordetella pertussis llega al tracto respiratorio y se adhiere a la superficie epitelial (cilios) de la tráquea y los bronquios. Esa unión está mediada fundamentalmente por la hemaglutinina, aunque también intervienen la pertactina, las fimbrias y la toxina pertussis. Una vez que llega a esa zona, el microorganismo se multiplica con rapidez e interfiere sobre la acción ciliar pero sin invadir la sangre. B. pertussis produce toxinas y sustancias que irritan las células superficiales (toxina dermonecrótica, citotoxina traqueal) y así provocan tos y linfocitosis. La citotoxina traqueal también produce ciliostasis, lo que altera la defensa mucociliar. Aparecen zonas de necrosis en el epitelio e infiltración polimorfonuclear, inflamación peribronquial y neumonía intersticial. Los bronquios más pequeños se obstruyen a causa del moco y producen atelectasia y disminución de la oxigenación, lo que determina la aparición de convulsiones. Por último, la toxina pertussis y la adenilciclasa pueden determinar la inhibición de las células fagocíticas.
En algunos casos se desarrolla encefalitis como complicación tardía.

## Anatomía patológica
Los bacilos se adhieren a los cilios y la actividad ciliar se deteriora, lo que finalmente determina la descamación de las células ciliadas de la superficie mucosa. El cuadro anatomopatológico básico consiste en un proceso inflamatorio de la mucosa del tracto respiratorio con congestión e infiltración de linfocitos y polimorfonucleares en la pared bronquial, en la que después es posible el desarrollo de un proceso de necrosis de algunas capas de la mucosa. También es posible que en la luz bronquial se acumulen restos celulares que, junto con las secreciones mucosas, obstruyan los bronquios y causen atelectasias. 
Las toxinas bacterianas son las que ocasionan las manifestaciones clínicas de la enfermedad. Entre las complicaciones graves que pueden ser causas directas de la muerte de los pacientes afectados figuran bronconeumonía, edema cerebral, empiema pleural y úlceras gástricas sangrantes. Otras complicaciones de importancia que en ocasiones se asocian con la tos ferina en las dos últimas fases son de tipo neurológico y consisten en convulsiones o encefalopatía, tanto por hipoxemia como por los efectos de la toxina pertussis. Además, el esfuerzo provocado por la tos puede desencadenar hemorragias subconjuntivales, petequias en la parte superior del tórax, hematomas subdurales, hernias inguinales o umbilicales, prolapso rectal, enfisema subcutáneo, fracturas costales y neumotórax.

## Cuadro clínico
Desde la exposición al microorganismo hasta el desarrollo de los síntomas (período de incubación) transcurren en promedio de siete a diez días pero pueden pasar entre cuatro y veintiuno y, en raras ocasiones, ese lapso llega a prolongarse hasta cuarenta y dos días. Después de ese período en general hay síntomas respiratorios poco importantes, como tos leve, estornudos o secreción nasal. Esa fase inicial se conoce como la etapa catarral y el cuadro clínico se asemeja al de un resfriado común. Se observan estornudos, enrojecimiento de los ojos y fiebre leve. Después de una o dos semanas de evolución de la tos, clásicamente aparecen accesos incontrolables, cada uno con cinco a diez crisis de tos violenta, espasmódica y sin interrupción, que suelen terminar con una inspiración también violenta y prolongada, acompañada de un silbido o estridor inspiratorio característico, un sonido similar a un jadeo producido por el cierre parcial de la glotis en los niños más pequeños o un sonido jadeante en niños mayores, dado que el paciente lucha por respirar (etapa paroxística). Los portadores pueden transmitir la tos ferina desde la aparición de los síntomas hasta tres semanas después del inicio de los episodios de tos. El período de contagio se reduce a cinco días después del comienzo de la terapia con antibióticos.
La aparición de la tos característica revela el inicio de la segunda etapa (paroxística). Las crisis, que se suceden a intervalos regulares, a veces se repiten rápidamente y otras veces son separadas por intervalos de varias horas. Por lo general, se produce un vómito inmediatamente después de la crisis. La última etapa, la de convalecencia, dura de uno a tres meses y se caracteriza por una resolución gradual de los episodios de tos.
Los síntomas clásicos de la tos ferina son tos (paroxística), estridor inspiratorio y síncope o vómitos después de toser. Se ha documentado que la tos causada por B. pertussis provoca hemorragia subconjuntival, fracturas costales, incontinencia urinaria, hernias, síncope después de un acceso y la disección de la arteria vertebral. La tos violenta puede causar la ruptura de la pleura con el consiguiente neumotórax. Si después de un acceso de tos hay vómitos o estridor inspiratorio, la probabilidad de que la enfermedad sea tos ferina es casi del doble. Por otro lado, la ausencia de tos paroxística o de emesis posterior a la crisis de tos reduce las probabilidades casi a la mitad.
Las crisis de tos, que pueden ocurrir solas o ser provocadas por un bostezo, un estiramiento o los actos de reír, comer o gritar, por lo general se presentan en grupos, con múltiples episodios cada hora durante todo el día. Esta etapa suele durar de dos a ocho semanas, o a veces más. A continuación se produce una transición gradual a la fase de convalecencia, que por lo común dura de una a dos semanas. Lo característico de esta etapa es que disminuyan los paroxismos de tos, tanto en frecuencia como en gravedad, y desaparezcan los vómitos. La tendencia al estridor inspiratorio después de toser puede seguir presente por un período considerable una vez curada la enfermedad.

## Diagnóstico
Los métodos utilizados en el diagnóstico de laboratorio incluyen el cultivo de hisopados nasofaríngeos en medio de Bordet-Gengou, la reacción en cadena de la polimerasa (PCR), la inmunofluorescencia directa (IFD) y los métodos serológicos. Como las bacterias solo pueden ser aisladas de los pacientes durante las tres primeras semanas de la enfermedad, el cultivo y la IFD no resultan útiles después de ese período; en cambio, la PCR puede tener cierta utilidad (limitada) durante un lapso adicional de tres semanas.
En la mayoría de los adultos y los adolescentes, que a menudo no buscan atención médica hasta varias semanas después de la instalación de la enfermedad, la serología puede usarse para determinar si hay un alto nivel sanguíneo de anticuerpos contra la toxina pertussis u otro componente de B. pertussis. Durante esta etapa ha habido posibilidad de transmisión por algunas semanas y es posible que la infección se haya diseminado a muchas personas. Por ese motivo, aunque los adultos no corren gran riesgo de contagio, cada vez se los alienta más a vacunarse. 
B. parapertussis causa una enfermedad similar, pero más leve.
Según los Centros para Control y Prevención de Enfermedades (CDC) de Atlanta, Estados Unidos, el diagnóstico se basa en los criterios siguientes:
- Diagnóstico clínico 
  - Tos de más de dos semanas de duración, más uno de los siguientes hallazgos: 
    - Tos paroxística.
    - Estridor inspiratorio.
    - Vómitos tras los accesos de tos sin otra causa evidente.
- Diagnóstico bacteriológico
  - Aislamiento de Bordetella pertussis de una muestra de origen nasofaríngeo.
  - PCR positiva.
- Clasificación de los casos
  - Caso probable. Caso que satisface los criterios del diagnóstico clínico, pero sin que se haya podido demostrar la enfermedad con pruebas bacteriológicas ni se haya podido establecer su relación epidemiológica con un caso definitivo.
  - Caso confirmado. Cualquier cuadro respiratorio con cultivo positivo para Bordetella pertussis. Cualquier cuadro que satisfaga los criterios del diagnóstico clínico, con PCR positiva para Bordetella pertussis o asociación epidemiológica con un caso que posea diagnóstico bacteriológico.[39]

### Diagnóstico diferencial
Para establecer el diagnóstico diferencial se utilizan datos específicos que permitan diferenciar la enfermedad en estudio (en este caso la tos ferina) de otros procesos con un cuadro clínico similar.
El diagnóstico de la tos ferina no siempre es fácil de realizar porque hay varias afecciones que pueden desencadenar cuadros de tos semejantes; el principal diagnóstico diferencial de esta enfermedad corresponde al síndrome coqueluchoide, que como ya se ha dicho se asocia con un cuadro clínico parecido, pero sin compromiso sistémico y además es secundario a la infección por microorganismos distintos de B. pertussis como adenovirus, virus sincicial respiratorio, Chlamydia trachomatis y Mycoplasma pneumoniae, entre otros. Por ese motivo, en un paciente con manifestaciones clínicas compatibles no será posible establecer un diagnóstico de certeza en el momento de la consulta, sino que para ello habrá que esperar hasta que se demuestre el agente etiológico.
En síntesis, en el diagnóstico diferencial de la tos ferina deben tenerse en cuenta todas las causas del síndrome coqueluchoide. Además, debe considerarse que los lactantes menores de seis meses que presenten tos paroxística y manifestaciones clínicas respiratorias bajas, sobre todo obstrucción bronquial difusa, pueden ser portadores de la neumonía afebril del lactante producida por Chlamydia trachomatis, virus, micoplasmas, Ureaplasma urealyticum y otros agentes patógenos.

## Tratamiento
El tratamiento farmacológico consiste en la administración de antibióticos macrólidos como la eritromicina o la claritromicina en una fase lo bastante temprana de la etapa catarral. Lamentablemente, en la mayoría de los pacientes el diagnóstico se establece en el estadio avanzado de la enfermedad, cuando los antibióticos pueden ser poco efectivos, pero de todos modos es posible que eliminen la bacteria de las secreciones y así reduzcan rápidamente el riesgo de que el paciente transmita la enfermedad a otras personas. En la mayor parte de los casos con manifestaciones clínicas sospechosas la administración del antibiótico se inicia sin esperar la confirmación del laboratorio. También se recomienda un tratamiento preventivo con antibióticos para las personas con riesgo de tos ferina. Lo mismo es cierto para todas las personas del entorno inmediato del paciente, independientemente de su edad y de su estado de vacunación.
La eritromicina suele administrarse en una dosis de 50 mg/kg/día, fraccionada en dos tomas, o en una dosis máxima de 2 g/día. El tratamiento debe durar 15 días. En los niños la azitromicina se administra en una dosis diaria única de 10 mg/kg el día 1 y luego en una dosis diaria también única de 5 mg/kg los días 2 a 5 mientras que en los adultos se suele prescribir una dosis de 500 mg el primer día y de 250 mg los días 2 a 5. El cotrimoxazol también puede utilizarse en adultos en dosis de 800 mg cada 12 horas, durante 15 días. La eritromicina ha sido vinculada con la aparición de estenosis pilórica en recién nacidos sensibles. En los niños de más de dos meses también se considera como alternativa el antibiótico trimetoprima (TMP)-sulfametoxazol (SXT), que se administra en dosis de 8 mg/kg de TMP y 40 mg/kg/día de SXT en dos tomas.
Los lactantes de menos de 18 meses requieren supervisión constante porque la respiración puede detenerse temporalmente durante los accesos de tos. Cuando la tos ferina es grave, conviene hospitalizar a los niños menores de seis meses para permitir la creación de un mecanismo de vigilancia cardiorrespiratoria estrecha y la atención de personal de enfermería especializado durante la fase aguda. El uso de óxido nítrico inhalado no ha sido satisfactorio en el tratamiento de esta enfermedad.
También se pueden administrar líquidos por vía intravenosa para garantizar el correcto estado de hidratación y la nutrición si los accesos de tos son tan graves que impiden que el paciente tolere la vía oral. Los jarabes para la tos, los expectorantes y los antitusígenos por lo general no están indicados y no se los debe utilizar en pacientes con tos ferina.

## Pronóstico
Las complicaciones más comunes de la enfermedad incluyen neumonía, otitis media debida a sobreinfección secundaria por Haemophilus influenzae o neumococos, anorexia, deshidratación, encefalopatía, episodios de apnea, neumotórax y muerte. En alrededor del 2 al 4 por ciento de los casos también se observan convulsiones, una complicación inusual que ocurre especialmente en el 0,5 por ciento de los pacientes con daño cerebral por encefalopatías y que a menudo constituye un daño permanente. La causa exacta todavía no está clara. La mayor parte de las hospitalizaciones y prácticamente todas las muertes se producen en niños menores de un año.

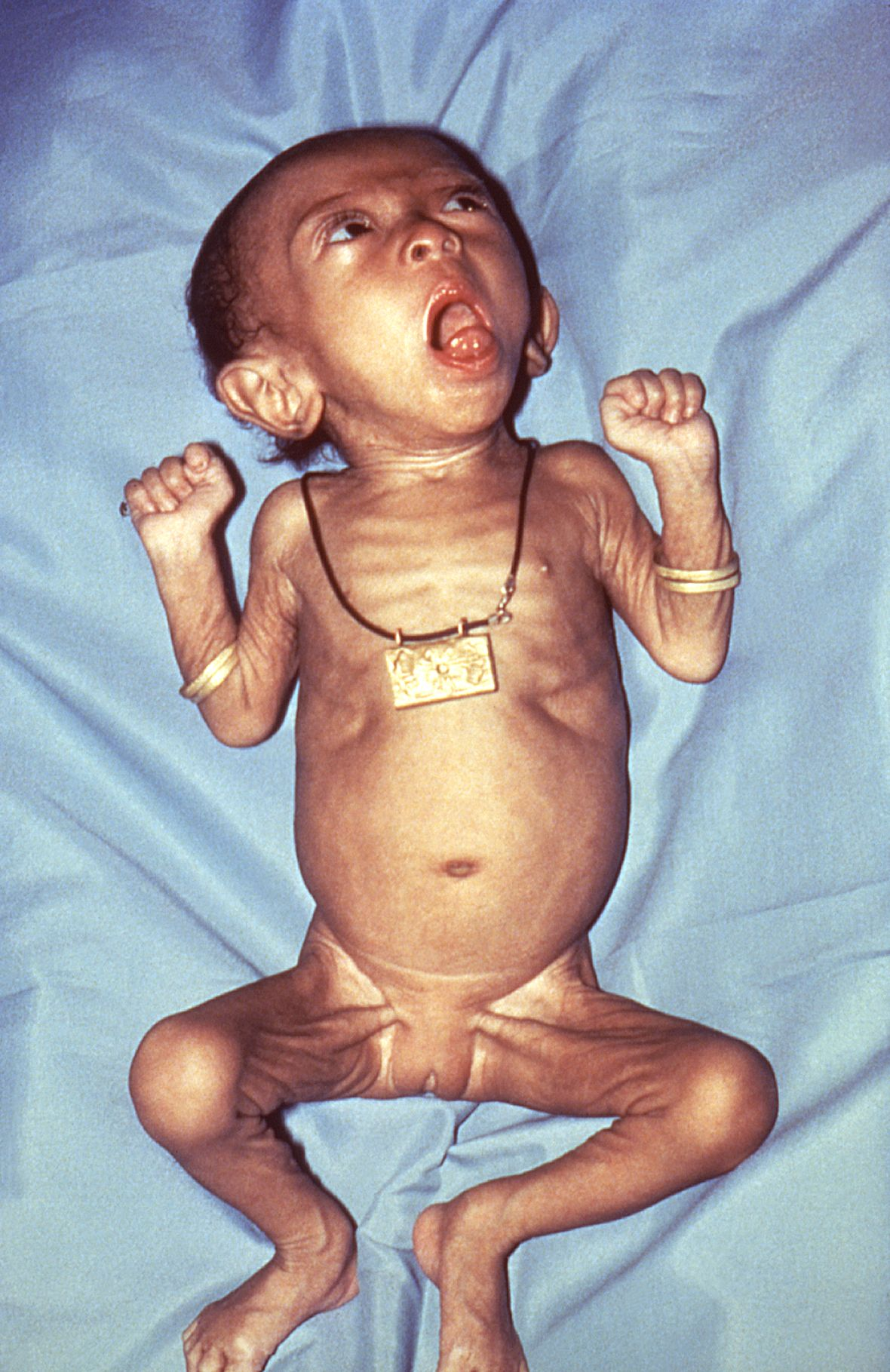
Recién nacida con sufrimiento clínico por un cuadro que se diagnosticó como tos ferina.

Casi todos los niños y los adultos mayores sanos se recuperan por completo de la tos ferina; en cambio, en las personas con procesos mórbidos asociados puede haber mayor riesgo de morbilidad y mortalidad. 
En los recién nacidos la infección es particularmente grave. La tos ferina es mortal en alrededor del 1,6 por ciento de los niños menores de un año hospitalizados.  Los niños de menos de un año también son más propensos a desarrollar complicaciones como neumonía (20 %), encefalopatía (0,3 %), convulsiones (1 %), retraso del crecimiento y la muerte (1 %), tal vez debido a la capacidad de la bacteria para suprimir la respuesta inmunitaria dirigida contra ella. La tos ferina puede causar hipoxia cerebral grave inducida por paroxismo y el 50 por ciento de los lactantes internados en el hospital sufrirán apnea. Las muertes por tos ferina informadas en recién nacidos han aumentado sustancialmente en los últimos veinte años.

## Prevención
El método primario para prevenir la tos ferina es la vacunación. No existen pruebas suficientes para determinar la eficacia de los antibióticos en los pacientes que han estado expuestos a la infección pero se encuentran asintomáticos. Aun así, los antibióticos profilácticos siguen utilizándose con frecuencia en los pacientes expuestos y con alto riesgo de enfermedad grave (como los lactantes).
La medida de control más eficaz es mantener el nivel más alto posible de inmunización en la comunidad (inmunización de grupo). El tratamiento con determinados antibióticos, como la eritromicina, puede acortar el período de contagio. Las personas infectadas o con probabilidad de estarlo deben mantenerse alejadas de los niños pequeños y los recién nacidos hasta recibir el tratamiento correcto. El tratamiento de las personas en contacto cercano con casos de tos ferina también es una parte importante de la prevención.

### Vacunación
Las vacunas contra la tos ferina son eficaces. La Organización Mundial de la Salud (OMS) recomienda su aplicación, lo mismo que los Centros para el Control y Prevención de Enfermedades (en inglés Centers for Disease Control and Prevention, CDC),  y se estima que en 2002 salvaron más de medio millón de vidas. Por ejemplo, la vacuna acelular de múltiples componentes contra la tos ferina tiene una eficacia del 71 al 85 por ciento y su efectividad es mayor contra la enfermedad más grave. Sin embargo, a pesar del amplio uso de la vacuna, la tos ferina persiste en las poblaciones vacunadas y constituye “una de las enfermedades prevenibles por vacunación de mayor prevalencia en los países occidentales”.  El reciente resurgimiento de las infecciones por B. pertussis se atribuye a una combinación de disminución de la inmunidad y desarrollo en la bacteria de mutaciones nuevas que las vacunas existentes no pueden controlar de manera eficaz.
La vacuna contra la tos ferina, que como ya se dijo se desarrolló en la década de 1940, en general se administra en combinación con la vacuna contra la difteria y el tétanos. Las autoridades sanitarias recomiendan que la vacuna DTaP (vacuna acelular contra la difteria, el tétanos y la tos ferina) se administre a los dos, a los cuatro y a los seis meses, entre los 15 y los 18 meses y, posteriormente, entre los cuatro y los seis años. Mantener una buena cobertura de vacunación ha reducido drásticamente la morbilidad y la mortalidad asociadas con la tos ferina. Lamentablemente la vacunación no confiere inmunidad de por vida. Un estudio realizado por los CDC en 2011 indicó que la protección que brinda dura solo de tres a seis años; sin embargo, ese lapso cubre la infancia, el período de mayor exposición y de mayor riesgo de muerte por esta enfermedad.
Hay dos tipos principales de vacuna contra la tos ferina, a saber, la vacuna de células enteras y la vacuna acelular. La primera contiene células de Bordetella pertussis, la bacteria responsable de la enfermedad, inactivadas por calor o con procedimientos químicos. La segunda, o acelular, desarrollada en Japón en la década de 1970, contiene de dos a cinco antígenos purificados de B. pertussis. La vacuna de células enteras tiene una eficacia del 95 por ciento después de la administración de tres dosis y la protección que brinda dura aproximadamente ocho años. Sin embargo, puede provocar reacciones adversas. La vacuna acelular en general es mucho más cara que la vacuna de células enteras y no es fácil de conseguir para los países en desarrollo. Las vacunas acelulares son 5 a 10 por ciento menos eficaces que las vacunas de células enteras pero son mejor toleradas y tienen menos efectos secundarios.

#### Eventos adversos
La vacuna DTPa puede causar efectos colaterales leves, los que por lo general duran solo unos pocos días e incluyen:
- Fiebre.
- Enrojecimiento de la piel y dolor en el mismo momento y lugar de la inyección.
- Vómitos y disminución del apetito.

Las reacciones moderadas o graves son muy raras y pueden abarcar:
- Síndrome de llanto persistente durante 3 horas o más, fiebre superior a 40,5 °C ocurren con menos frecuencia.
- Convulsiones, disminución de la conciencia o el daño cerebral permanente son extremadamente raras.

#### Contraindicaciones
La vacuna contra la tos ferina no debe ser administrada sola ni en combinación con otras vacunas en pacientes con antecedentes de alergia a sus componentes.

#### Controversias acerca de la vacunación
Muchas de las controversias existentes sobre la vacuna DPT en las décadas de 1970 y 1980 se relacionaban con la cuestión de si en casos raros el componente pertussis de las células enteras causaría una lesión cerebral permanente, la encefalopatía posvacunación contra la tos ferina. A pesar de esa posibilidad, los médicos recomendaban la vacuna debido al enorme beneficio que significaba para la salud pública y a que la tasa informada era muy baja (un caso cada 310 mil vacunas o alrededor de 50 casos de los 15 millones de vacunas aplicadas anualmente en los Estados Unidos) y el riesgo de muerte por la enfermedad era alto (antes de la introducción de la vacuna la tos ferina causaba la muerte de miles de estadounidenses cada año).
Ningún estudio demostró una relación causal y los trabajos posteriores no hallaron asociación alguna entre la administración de la vacuna DPT y la lesión cerebral permanente. Se comprobó que el presunto daño cerebral inducido por la vacuna se asociaba con una enfermedad no relacionada, la epilepsia infantil.
Con el tiempo las evidencias que contradecían la hipótesis del desarrollo de la encefalopatía posvacuna contra la tos ferina aumentaron hasta tal punto que la Revista de la Asociación Médica estadounidense (JAMA) calificó esa hipótesis de “mito” y de “disparate”.
Sin embargo, antes de ese momento (en la década de 1970) las críticas de los estudios que no habían demostrado la conexión y algunos informes anecdóticos bien publicitados de discapacidad permanente atribuida a la vacuna DPT habían dado lugar a movimientos anti-DPT. La publicidad negativa y el alarmismo determinaron que la tasa de inmunización disminuyera en varios países, entre ellos el Reino Unido, Suecia y Japón. En muchos casos el resultado fue un aumento espectacular de la incidencia de tos ferina.
Las afirmaciones no científicas sobre la vacuna expulsaron del mercado a los que la proveían. En los Estados Unidos, los bajos márgenes de ganancia y un aumento de las demandas relacionadas con la vacunación determinaron que en la década de 1980 muchos fabricantes dejaran de producir la vacuna DPT.
En 1982 el documental televisivo DPT: Vacuna Roulette (DPT: la ruleta de la vacunación) describió la vida de los niños con discapacidades graves atribuidas erróneamente a la vacuna DPT por la reportera Lea Thompson. La publicidad negativa generada por el documental llevó a un aumento enorme del número de demandas presentadas contra los fabricantes de vacunas, los que en 1985 tuvieron dificultades para obtener un seguro de responsabilidad civil. El precio de la vacuna DPT se disparó, lo que condujo a su escasez en todo el país. Hacia fines de 1985 en los Estados Unidos quedaba un solo fabricante de vacuna DPT. Para evitar una crisis, en 1986 el Congreso aprobó la Ley Nacional de Lesiones Infantiles por Vacunas (NCVIA), que estableció un sistema federal de responsabilidad objetiva para compensar a las víctimas de lesiones causadas por las vacunas obligatorias.  La mayoría de las reclamaciones que se han presentado a través de la NCVIA se han relacionado con lesiones presuntamente causadas por la vacuna DPT de células enteras.
Las preocupaciones sobre los efectos adversos de la vacunación condujeron a que Yuji Sato introdujera una versión acelular aún más segura de la vacuna contra la tos ferina en Japón en 1981. La vacuna acelular contra la tos ferina fue aprobada en los Estados Unidos en 1992 para ser utilizada en la vacuna combinada DTaP. La investigación ha demostrado que la tasa de efectos adversos de la vacuna acelular es similar a la de una vacuna Td (vacuna contra el tétanos y la difteria que no contiene vacuna contra la tos ferina).